# Tutto Fabrizio De André
Albums de Fabrizio De André
Volume I
(1967)
Tutto Fabrizio De André  est le premier album du chanteur italien Fabrizio De André paru en 1966 chez la maison de disques Karim (it). Il constitue une anthologie de la dizaine de chansons composées par le chanteur génovin dans les années 1960.

## Titres de l'album
Toutes les chansons sont de Fabrizio De André sauf mention :
| No  | Titre                                               | Auteur                             | Durée |
| --- | --------------------------------------------------- | ---------------------------------- | ----- |
| 1.  | La ballata dell'amore cieco (o della vanità) (1966) |                                    | 2:50  |
| 2.  | Amore che vieni, amore che vai (1966)               |                                    | 2:40  |
| 3.  | La ballata dell'eroe (1961)                         |                                    | 2:40  |
| 4.  | La canzone di Marinella (1964)                      |                                    | 3:11  |
| 5.  | Fila la lana (1965)                                 |                                    | 2:22  |
| 6.  | La città vecchia (1965)                             |                                    | 3:21  |
| 7.  | La ballata del Miché (1961)                         | Fabrizio De André/Clelia Petracchi | 2:44  |
| 8.  | La canzone dell'amore perduto (1966)                |                                    | 3:40  |
| 9.  | La guerra di Piero (1964)                           |                                    | 3:25  |
| 10. | Il testamento (1963)                                |                                    | 4:06  |

## Musiciens
- Fabrizio De André, guitare et chant
- Vittorio Centanaro, guitare
- Pinuccio Pierazzoli, basse
- Franco De Gemini, harmonica